# Cascata do Penedo Furado
A Cascata do Penedo Furado é uma queda de água (cascata) de origem fluvial que se localiza na freguesia de  Vila de Rei, no concelho Vila de Rei, distrito de Castelo Branco, em Portugal.
Esta cascata é de origem fluvial, e trata-se de uma área plana de rio dotada de praia fluvial que termina de forma mais ou menos abrupta nesta cascata. As suas águas terminam novamente num trecho calmo do rio que dá origem a uma piscina natural envolta em exuberante vegetação.
O incêndio que deflagrou na zona centro de Portugal a 13 de Agosto de 2017, em torno de Vila de Rei (sede do concelho) destruiu a beleza deste local bem como o seu espaço de lazer da praia fluvial. 
A área verde completada por magnificas cascatas ficou totalmente destruída pelas chamas.
No entanto, notícias mais actuais indicam para um renascer das cinzas rápido e intensivo. Segundo uma rádio local, o espaço já foi intervencionado tendo a natureza envolvente à Praia Fluvial do Penedo Furado tido sido recentemente alvo de trabalhos de melhoramento e beneficiação. 
«Este é um dos “ex-libris” do concelho e Ricardo Aires, presidente da câmara realça que este espaço recebe “milhares de visitantes todos os anos. Neste momento, a praia encontra-se em pleno funcionamento, com todas as suas valências à disposição – bar de apoio, balneários, nadador-salvador – e o Município encontra-se a encetar esforços para que, com a maior brevidade possível, todo o espaço volte a apresentar a beleza natural que tanto o caracteriza”.»